# Suchobuzimskij rajon
Il Suchobuzimskij rajon (anche traslitterato come Suhobuzimskij) è un rajon (distretto) del Territorio di Krasnojarsk, nella Russia siberiana centrale; il capoluogo è il villaggio (selo) di Suchobuzimskoe.